# Hedy Lamarr
Hedy Lamarr (született Hedwig Eva Maria Kiesler) (Bécs, 1914. november 9. – Casselberry, Florida, 2000. január 19.) osztrák–magyar származású amerikai színésznő; feltaláló.

## Élete
Édesapja Emil Kiesler jómódú bécsi bankár (1880), édesanyja Gertrud Lichtwitz Budapestről elszármazott (1895) zsidó származású koncertzongorista volt.
Hedy Lamarr nem járt iskolába, négyéves korától kezdve házitanítók oktatták. Tízéves korára már négy nyelven beszélt, kiválóan zongorázott és táncolt. Szülei nem sokkal később egy színitanodába is beíratták, meglátva a kislány színészi képességeit. A színiiskolában Max Reinhardt filmrendező felfigyelt rá és egy kisebb szerepet adott neki, majd 17 évesen már a Geld auf der Strasse (Pénz az utcán) című filmben egy komolyabbat is játszott. A világhírt Gustav Machatý  cseh rendező Eroticon címmel 1929-ben forgatott némafilmjének 1933-as hangos változata, az Extase (Extázis) hozta meg, amelyben premier planban mutatják az arcát orgazmus közben, majd egy rövid fürdőzés jelenetben – nagytotálban – meztelenül mutatkozik.
Ezzel is beírta nevét a filmtörténetbe.
1933. augusztus 10-én szülei kívánságára feleségül ment Fritz Mandl osztrák fegyvergyároshoz. Az esküvő a bécsi Károly-templomban zajlott le. Ehhez ki kellett térnie katolikusnak. Férjével részt vett nagy fegyverbemutatókon, -vásárokon, ahol megismerkedett a fegyverek tervezésével és a korszerű haditechnikával.

### Színészi karrierje
„Bármelyik lány lehet elbűvölő. Csak annyi kell, hogy nyugodtan álljon, és nézzen bután.”
Ausztria német megszállásakor Londonba szökött férjétől, majd onnan az Amerikai Egyesült Államokba ment. A Normandie nevű hajó fedélzetén írta alá szerződését a Metro-Goldwyn-Mayer képviselőjével. Művészneve Hedy Lamarr lett; a névválasztásban a híres némafilmsztár Barbara La Marr neve szolgált alapul.
Kezdetben nem annyira színészi tehetségével, mint inkább szépségével és kisugárzásával nyerte meg a nézőközönséget. Az 1938-as Algier című filmben Charles Boyer oldalán óriási szenzációt keltett: szinte egyik napról a másikra minden színésznő Hedy Lamarr középen elválasztott hajviseletét utánozta, és így lett divat a barna haj is az 1930-as évek végén. Újra divatba hozta a kalapviseletet, bár Hedy nemcsak a szó szoros értelmében vett kalapot hordott a fején, hanem mindenféle más fejfedőt, turbánt, sálat, kendőt is.
A filmfelvételeknél Lamarr általában lusta és kevéssé ambiciózus volt; többnyire a dekoratív kellék szerepét töltötte be. Ez érvényes legnagyobb kereskedelmi sikerére, a „Sámson és Delila” című filmre is (rendezte: Cecil B. DeMille).
Számos kalandja és szerelmi kapcsolata mellett hatszor ment férjhez. Férjei: Fritz Mandl, Gene Markey, Sir John Loder, Teddy Stauffer, W. Howard Lee és Lewis J. Boles voltak.
Az 1990-es évek elején a Corel  nevű szoftvervállalat a Corel Draw 8 grafikai szoftverének csomagolására Hedy Lamarr egy retusált fényképét használta. Lamarr beperelte a céget, hogy megtiltsa fényképe használatát. Végül peren kívüli megegyezéssel Corel jogosultságot kapott a kép használatához.
Utolsó éveiben visszavonultan élt, Floridában. Végakaratának megfelelően hamvait a Bécsi-erdőben szórták szét. A bécsi Zentralfriedhof temetőben emlékműve található.

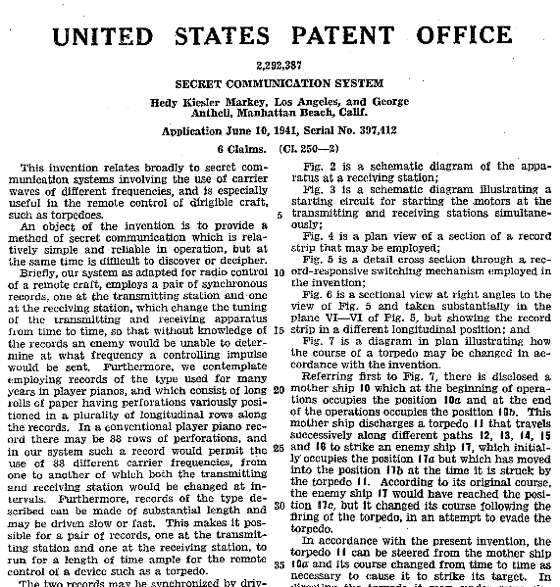
A titkos kommunikációs rendszer szabadalmi okirata

### Hedy Lamarr műszaki tehetsége

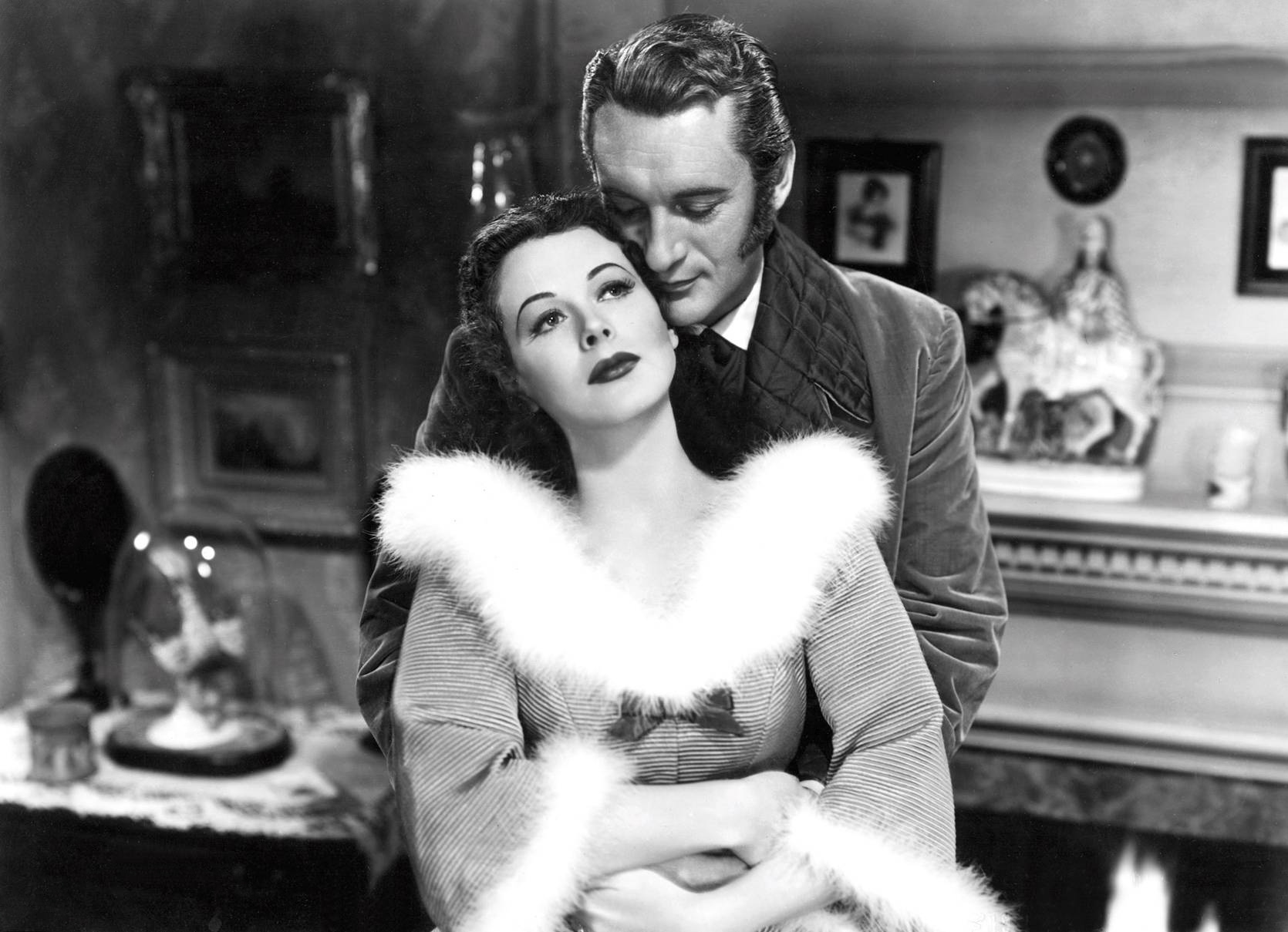
Hedy Lamarr és George Sanders
(A különös asszony, 1946)

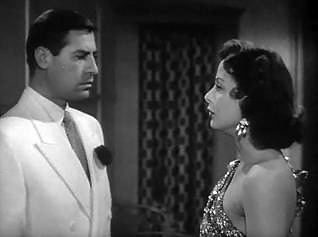
John Hodiak és Hedy Lamarr
(Hölgy útlevél nélkül, 1950)

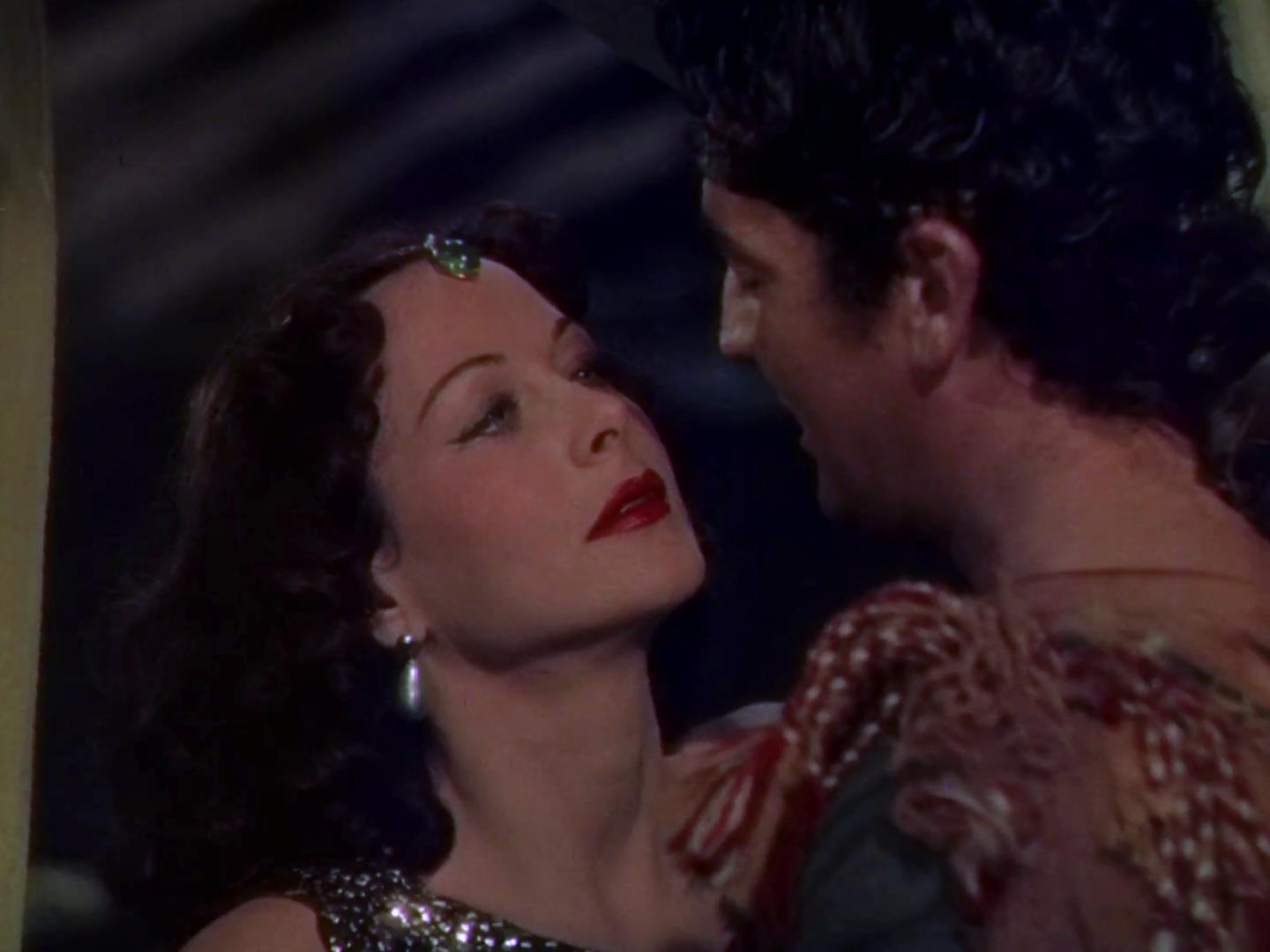
Hedy Lamarr és Victor Mature
(Sámson és Delila, 1949)

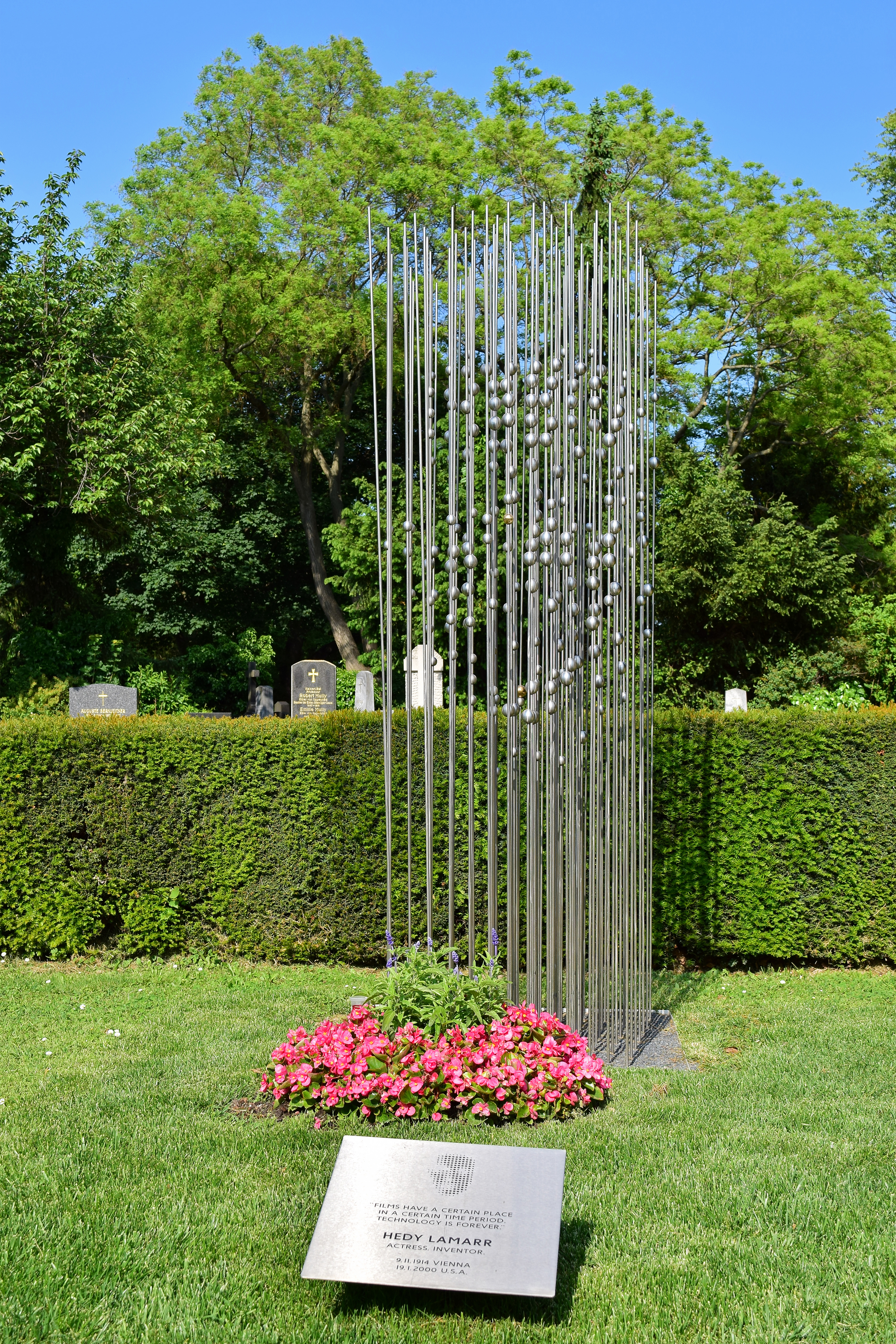
Síremléke; Bécsi Központi Temető

Lamarr a híradásokból tudta, hogy a szövetségesek igen sok torpedót veszítenek. Első házassága idejéből mérnöki szintű  ismeretekkel rendelkezett a fegyverekről, a torpedókról is. Szomszédjával, George Antheil avantgárd zongorista-zeneszerzővel egy hatékonyabb torpedó rádió-távvezérlésére szolgáló eszközt javasoltak. A dolog érdekessége, hogy a találmány véletlenszerűen keletkezett: George Antheilhez egészségügyi tanácsért fordult Lamarr 1940-ben, aki a női endokrinológia szakértője is volt, és csak később került szóba közöttük a torpedók irányítási problémája. A torpedók rádióvezérlését már az első világháború végén is használták, de ezeket könnyű volt eltéríteni a frekvencia zavarásával. Ez ellen azt találták ki, hogy a frekvenciát gyorsan váltogassák az adónál és a vevőnél egyidejűleg, lyukszalag segítségével. Ehhez Antheil főműve (Ballet Mécanique) adta az ötletet, amelyben több gépzongora is szerepel. Mivel a zongorán 88 billentyű van, a torpedóvezérlő találmány leírásában is 88 frekvenciát használtak. Ennyi frekvencia egyidejű zavarasához már túl sok energiára lett volna szükség abban az időben, az egyes frekvenciák pedig kiszámíthatatlanok voltak, mivel azok az egyedi lyukszalagok szerint változtak folyamatosan.
A kidolgozott találmányt titkos kommunikációs rendszerként (Secret Communication System) nyújtották be az Országos Feltalálói Tanácshoz (National Inventor's Council) 1940 decemberében. A tanács elnöke, a General Motors kutatási igazgatója Charles E. Kettering vetette fel a szabadalmaztatás ötletét. A Kaliforniai Műszaki Egyetem egyik elektrotechnika-professzora segítségével előkészítették, majd szabadalmaztatásra terjesztették elő a találmányt. Az Amerikai Szabadalmi Hivatal (United States Patent Office) a 2.292.387-es számon jegyezte be a „Titkos Kommunikációs Rendszert” 1942. augusztus 11-én.
A találmányt felajánlották a haditengerészetnek, de az eljárást csak 1957-ben, a szabadalmi oltalom lejárta után két évvel vette elő a Sylvania Electronic Systems Division cég, és 1962-ben, a Kuba elleni tengeri blokád idején alkalmazták először az abban részt vevő hajókon.
Az egyidejű frekvenciaváltást (frequency-hopping) napjainkban a mobiltelefon-rendszereknél, illetve bluetooth-kapcsolatoknál alkalmazzák. A haditengerészet csak 1985-ben tette hozzáférhetővé a civil alkalmazások számára.

## Kitüntetések
- 1997-ben az Electronic Frontier Foundation a technika úttörőjének járó kitüntetést adományozta Hedy Lamarrnak.
- Első női kitüntetettje lett a BULBIE Gnass Spirit of Achievement Bronze Award – amit „feltalálói Oscar-díjként” is emlegetnek. (1997. augusztus 31.)
- Európában a feltalálók napja november 9-én van, Hedy Lamarr születése évfordulóján.

## Hedy Lamarr-díj
A díjat a férfiak által uralt híradástechnika területén véghezvitt különleges teljesítményért adományozzák nőknek. Az 5000 eurós fődíjat először Ulla Birnbacher kapta (Grazi Egyetem, Kommunikációs Hálózatok és Műholdas Kommunikáció Intézete). A 2000 eurós utánpótlásdíjjal Simone Winklert jutalmazták (Linzi Egyetem, Híradástechnikai Intézet).

## Filmjei
- Pénz az utcán (Money on the Street; Geld auf der Straße; 1930)
- Lindenau asszonya (1931)
- O.F. úr bőröndje (1931)
- Nem kell pénz (1931)
- Extázis (1933)
- Algír (1938)
- Boom Town (1940)
- Trópusi mámor (1939)
- X. bajtárs (1940)
- Jöjj, élj velem! (1940)
- Elveszem ezt az asszonyt! (1940)
- Ziegfried Girl (1941)
- Pulham úr (1941)
- Keresztutak (1942)
- Tortilla Flat (1942)
- Fehér rakomány (1943)
- Összeesküvők (1944)
- Experiment Perilous (1944)
- A mennyei test (1944)
- Őfensége és a liftes fiú (1945)
- A különös asszony (1946)
- Dishonored Lady (1947)
- Hagyj élni egy kicsit! (1948)
- Sámson és Delila (1949)
- Copper Canyon (1950)
- Hölgy útlevél nélkül (1950)
- Kedvenc kémem (1951)
- Párizsi szeretők (1953)
- Nőstény (1954)
- Az emberiség története (1957)
- Calling Hedy Lamarr (2004) (dokumentumfilm, archív felvételek felhasználásával)